# Фернклифф
Фернклифф (англ. Ferncliff) — межконфессиональное кладбище в городе Гринберг (округ Уэстчестер, штат Нью-Йорк), примерно в 40 км к северу от Мидтауна, центральной части Манхэттена. Основано в 1902 году. Имеет три общественных мавзолея, крематорий и небольшую часовню.
Мавзолей кладбища, известный как «Храм Памяти», является старейшим мавзолеем на кладбище, построенным в 1928 году. Он имеет классическую архитектуру. Из числа похороненных здесь — Джуди Гарланд и Джоан Кроуфорд.
«Храм Воспоминаний» является вторым мавзолеем кладбища и был построен в 1959 году. Мавзолей «Храм Воспоминаний» исполнен в более современном стиле. Среди погребенных здесь — Бэзил Рэтбоун.
В 1999 году построен мавзолей «Роузвуд», здесь похоронена американская певица Алия.
В крематории кладбища были кремированы тела Джона Леннона, Джима Хенсона и Нельсона Рокфеллера.
На кладбище практически отсутствуют вертикальное надгробия на открытых участках, все могилы находятся на одном уровне с землей. Это облегчает уход за кладбищем. Тем не менее, есть несколько вертикальных надгробий, которые были установлены до введения этого правила.